# 中国南方航空3943号班机空难
中國南方航空3943號班機空難（又稱「11·24空難」、1992年「桂林空難」）於1992年11月24日在中華人民共和國廣西壯族自治區桂林市發生，班機於事發當日從廣州白雲國際機場飛往桂林奇峰嶺機場，在向桂林奇峰嶺機場進場的過程中，撞毀在距離機場約32公里處的陽朔縣楊堤鄉土嶺村後山（天馬山）上，客機解體，随后因过大压力导致近90%的客机残骸深埋地下，機上133名乘客，2名飛行員，6名乘務員，共141人全部罹難。這次空難屬於一等飛行事故，是當時中國大陸死亡人數最多的空難，同时也是737系列死亡人数第七高的事故。

## 飛機和機組
3943號班機使用的是一架租赁自吉尼斯·皮特航空的波音737-3Y0型客機，機身註冊編號B-2523，生產編號為24913/2052。該機於1991年5月10日進行首次飛行，當月運抵中國後於23日交付給南方航空，隨即在27日投入航線營運。截止空難發生前，該機累計有4,165小時飛行時數和3,153次著陸。機上裝配的是兩具CFM56-3B1型引擎。自11月20日起，飛機右發動機的自動節流閥被發現有反應遲緩的現象。雖然經過維修，但問題沒有徹底得到解決。
當日駕駛飛機的分別是機長周繼南和副駕駛王文華。周繼南時年29歲，擁有6,000飛行小時，是一名一級飛行員，擁有豐富的駕駛經驗。他是江蘇省武進縣三河口鄉豐北村人，高三時考入中國民用航空飛行學院，後於1985年畢業。畢業後他被分配到南航工作，8年工作期間擁有優異的飛行記錄，是南航骨幹飛行員之一。當日他所駕駛的3943號班機是一班加班航班。按照計劃，飛機在飛抵桂林後將會繼續執行飛往香港的航班。至於天氣方面，當日廣州到桂林航路上有層積雲和高積雲，雲底高度為1,500米，沒有降雨。

## 事件經過
3943號班機於當日7时17分從舊廣州白雲國際機場起飛前往桂林。起飛時客機的節流閥曾出現小故障，但飛行員發現並排除了問題。起飛後，飛機在7,000（23,000英尺）的高度巡航。7時41分，客機進入桂林管制範圍。1分鐘後，機組報告預計將在7时55分抵達桂林。
7時46分，飛機報告飛行高度為4,500（14,800英尺）。7時50分，飛機下降到2,400（7,900英尺）的高度。45秒後，機組人員請求於2,100（6,900英尺）的高度進入三邊，塔台批准了請求，機組人員於7時50分49秒回复了塔台。此後飛機與地面失去聯繫。實際上飛機下降完成後右邊引擎推力不足，導致飛機向右側傾斜，偏離航道。數秒後飛機的傾斜狀態已經達到了56度，因此飛機斷開了自動駕駛。隨後機組錯誤打右舵導致進一步反轉直到一分鐘後傾斜角度達到168度，即底朝天的狀態。隨後飛行員想要通過拉桿來脫離問題，但隨後飛機急速俯衝，雖然最後機組成功改出垂直墜落，但還是以70多度俯衝角度，485節的速度撞擊至山脈。
失聯後，桂林、廣州兩地控制塔都曾試圖聯繫班機，但沒有回應。事後，根據飛行數據記錄器的數據，飛機在7時52分04秒失事，撞毀在天馬山520（1,710英尺）處；空難現場着火。飛機殘骸亦砸穿了附近樓房的屋頂。
9時50分許，在接到桂林市下達的命令後，武警桂林支隊所組織的176人搶險隊伍抵達現場，對現場戒備並開始搜尋飛機殘骸和乘客。隨後自10時起，陸續有更多的軍人、武警、公安和醫護人員抵達現場加入搜救行動，人數達3,000多人；民兵也參加了救援。但最後證實機上133名乘客和8名機組人員全部罹難。
25日10時50分，客機飛行數據記錄器尋獲，但嚴重受損，內外兩層保護殼均已裂開，記錄磁帶斷開並有燒過的痕跡，內部記錄數據不完整；而座艙通話記錄器則沒有找到。飛機殘骸也只剩下一小部分能找回，其中包括駕駛艙擋風玻璃、小部分機身和一些引擎零件。最終，35噸重的飛機只找回了約2噸重的殘骸，大件的殘骸如飛機尾翼都沒有找到。

### 遇難者
| 遇難者國籍分佈 | 遇難者國籍分佈 | 遇難者國籍分佈 | 遇難者國籍分佈 |
| 國籍或地区     | 乘客           | 機組人員       | 總計           |
| -------------- | -------------- | -------------- | -------------- |
| 中华人民共和国 | 120            | 8              | 128            |
| 中華民國       | 9              | 0              | 9              |
| 加拿大         | 1              | 0              | 1              |
| 葡屬澳門       | 1              | 0              | 1              |
| 西班牙         | 2              | 0              | 2              |
| 總計           | 133            | 8              | 141            |

遇難者來自5個國家和地區，包括了中国大陆、台灣、西班牙、加拿大和葡屬澳門。機上大部分都是中國大陸乘客，其中有59人來自廣東省。遇難者遺體在空難時受到嚴重破壞，搜救人員在徒手收集分散在空難現場的屍骸和遺物後，沒有尋獲一具完整的遺體。

## 空難調查及原因
事發當日中午，受時任國務院總理李鵬委託，時任國務院秘書長羅幹率領民航局負責人抵達桂林了解情況並部署善後工作。在廣州，當局成立了「11·24」空難事故善後處理小組廣州辦事處，由時任廣東省副省長張高麗領導，陳開枝擔任負責人。除此之外，廣東省政府亦組織了赴桂林工作組，在事發當晚前往桂林。工作組由時任省政府辦公廳副主任吳錫源帶領。12月5日，空難善後工作基本完成。
調查期間，中國民航局邀請了9名外國專家前往桂林參與為期7日的調查，他們分別來自引擎製造商CFM國際、飛機製造商波音、美國國家運輸安全委員會（NTSB）以及美國聯邦航空管理局（FAA）。
官方調查認為，飛機右引擎自動節流閥故障以及機員沒有及時發現並處理錯誤是造成空難的原因。報告指出，由於右引擎自動節流閥存在不能隨動的問題，造成飛機在從下降轉變為平飛姿態後，右引擎依然停留在慢車位，所輸出的推力比左側小。於是，為了讓飛機得到平飛推力保持平飛，左引擎自動節流閥增加了推力，由於左右兩側推力相差很大，飛機開始逐漸向右偏轉。檢測到這個情況後，飛機的自動駕駛調整了副翼角度以恢復平飛，左副翼向上調整至5度而右副翼則向下調整至3.5度，即使作出了調整，飛機亦無法保持平飛並繼續向右偏。機組在發現情況後處置失誤，在右坡度已經達到46度時，錯誤地向右轉向，讓飛機繼續右偏；同時，在飛機已經陷入倒置的情況下，飛行員又猛拉操縱桿加劇了飛機的俯衝，最終造成飛機撞山墜毀。
但也有觀點認為，本空難系波音737尾部方向舵伺服阀卡阻造成。波音737的方向舵設計曾有重大缺陷，在經過極端的溫差，即3萬呎高空的-50攝氏度至地面的30攝氏度（假設）時，方向舵伺服阀（PCU）就有可能會被卡住或者完全反转。此缺陷曾造成聯合航空585號班機空難、全美航空427號班機空難、東風航空517號班機事故，而胜安航空185号班机空难也疑似该设计缺陷导致，四起空难中只有東風航空航機僥幸逃過一劫。3943號班機故障時的飛行數據以及失事後粉碎性解體的情況都與聯合航空585號班機空難、全美航空427號班機空難和胜安航空185号班机空难失事後十分相似。

## 後續和影響
12月6日，時任中共中央政治局常委、國務院總理李鵬和中共中央政治局常委、中央軍委副主席劉華清到桂林進行考察。他們於8日下午前往空難現場了解空難情況和救援善後工作的進展，並對參與工作的人員作出了讚揚。
此次空難推動了舊廣州白雲國際機場選址進行搬遷。
截至2021年5月，CZ3943這一航班編號仍在使用，为长沙飞往三亚的航班，使用空中客车A320/A321營運。

## 延伸閱讀
- 谭启泰 胡慧乔. . 南风窗. 1993, (第02期): 52–59 （中文（简体））.
- 谭启泰 胡慧乔. . 南风窗. 1993, (第03期): 56–63 （中文（简体））.
- 章云华. . 民防苑. 2002, (06): 25–27. （原始内容存档于2020-11-04） （中文（简体））.

## 外部連結
- China Says One of Its Boeing 737's Crashed （页面存档备份，存于），《紐約時報》，1992年11月24日（英文）
- 1992年11月24日 南方航空公司一客机在桂林阳朔坠毁  141人遇难 （页面存档备份，存于），歷史上的今天，人民網（简体中文）